# Pavel Hobza
Pavel Hobza (*  21. Oktober 1946 in Přerov) ist ein tschechischer theoretischer Chemiker (Quantenchemie, Physikalische Chemie).

## Leben
Hobza studierte Chemie an der Technischen Universität in Prag und wurde an der Tschechoslowakischen Akademie der Wissenschaften in Prag promoviert. 1973 bis 1986 war er am Institut für Hygiene und Epidemiologie in Prag.  1991 bis 2003 war am Heyrovsky-Institut für Physikalische Chemie der tschechischen Akademie der Wissenschaften in Prag und leitete 2000 bis 2011 das Forschungszentrum für komplexe molekulare Systeme und Biomoleküle. Seit 2002 ist er Professor für Physikalische Chemie an der Karls-Universität Prag und leitet seit 2003 die Abteilung molekulare Modellierung am Institut für Organische Chemie und Biochemie der Tschechischen Akademie der Wissenschaften in Prag. Seit 2012 leitet er das Exzellenzzentrum für Kontrolle von Struktur und Funktion von Biomolekülen auf molekularer Ebene. Seit 2005 ist er auch Professor für Physikalische Chemie an der Palacký-Universität Olmütz.
1979 und 1982 war er an der Universität Montreal als Post-Doktorand und 1984 und 1986 als Gastprofessor. Er war auch in den 1980er Jahren mehrfach an der Universität Erlangen und der TU München (1990/91 als Gastprofessor).
Er befasst sich insbesondere mit nichtkovalenten Bindungen (wie Van-der-Waals-Kräfte) mit Anwendungen auf Biosysteme, einschließlich deren Verhalten in wässrigen Lösungen (molekulare Dynamik).
2017 erhielt er die Schrödinger Medal. Er ist Fellow der Royal Society of Chemistry.

## Schriften
- mit Rudolf Zahradník: Intermolecular complexes. The role of van der Waals systems in physical chemistry and in the biodisciplines (= Studies in Physical and Theoretical Chemistry. 52). Elsevier 1988